# Schlacht bei Fornham
Die Schlacht bei Fornham war ein militärischer Zusammenstoß im mittelalterlichen England, in welcher königstreue Truppen unter der Führung von Richard de Luci gegen ein Rebellenheer unter Robert de Beaumont, 3. Earl of Leicester und Lord High Steward, siegte. Sie fand am 17. Oktober 1173 bei dem Ort Fornham All Saints, in der Nähe von Bury St Edmunds, in Suffolk statt.

## Hintergrund
Im Jahr 1173 begann der älteste Sohn von König Heinrich II. von England, Heinrich der Junge, eine Revolte gegen seinen Vater, die sowohl in England als auch in den französischen Besitzungen des Hauses Plantagenet (siehe: Angevinisches Reich) ausgetragen wurde. Der junge Heinrich genoss dabei die Unterstützung von König Ludwig VII. von Frankreich, Graf Philipp von Flandern und König Wilhelm I. von Schottland. Weiterhin schlossen sich der Rebellion eine große Anzahl unzufriedener Adliger sowohl auf dem Kontinent als auch in England an, einer von ihnen war der mächtige Earl Robert de Beaumont of Leicester, der sich in seiner Burg Breteuil in der Normandie verschanzte. 
König Heinrich II. vertraute den Kampf gegen die Rebellen in England seinem Justiciar Richard de Luci an und widmete sich selbst dem Kampf auf dem Festland. Nachdem er mit einem Heer in der Normandie angelandet war, zog der König vor Breteuil, welches schließlich Anfang September 1173 fiel und zerstört wurde. Roger de Beaumont aber konnte mit seinem Anhang zu Graf Philipp von Flandern fliehen. Von diesem erhielt er ein Heer aus 8.000 flämischen Söldnern bereitgestellt, mit dem er am 29. September an der Küste von Suffolk englischen Boden betrat. Hier vereinte er seine Kräfte mit denen des gleichgesinnten Earl Hugh Bigod of Norfolk und eroberte die königliche Burg von Walton, die einst den Bigods gehört hatte. Von ihrer Basis Framlingham aus eroberten sie am 13. Oktober auch die Burg von Haughley. 
Über das nächste Ziel gerieten sie allerdings in einen Streit, da Robert de Beaumont sein Lehen Leicester retten wollte, das gerade von den Königlichen belagert wurde. Die Stadt war bereits gefallen und niedergebrannt, nur die Burg hielt der Belagerung noch stand. Earl William de Ferrers of Derby soll ihn vor diesem Zug jedoch gewarnt und vorausgesagt haben, dass er eher im Tower von London lande, als dass er Leicester erreiche. Als Anführer der Flamen konnte sich Beaumont letztlich durchsetzen und zog zusammen mit Bigod Richtung Leicester.

## Die Schlacht
Während die Rebellen noch um ihr weiteres Vorgehen stritten, hatte der Justiziar Richard de Lucy die Zeit genutzt um bei der Abtei von Bury St. Edmunds ein Heer aus 300 Rittern zusammenzuziehen, die von dem Constable Humphrey de Bohun geführt wurden. Weiterhin ergriffen die Earls Reginald de Dunstanville of Cornwall, William d’Aubigny of Arundel und William FitzRobert of Gloucester, sowie Roger Bigod, der älteste Sohn des rebellischen Hugh Bigod, Partei für die königliche Sache.
Noch bevor die Rebellen die Grenzen des Suffolkshire verlassen konnten, wurden sie am 17. Oktober 1173 bei dem Ort Fornham von den Königlichen gestellt. Diese standen unter dem Banner des heiligen Edmund, das von dem jungen Roger Bigod geführt wurde. Den mittelalterlichen Chroniken zufolge wurde die anschließend ausgetragene Schlacht schnell entschieden, indem die königlichen Ritter ihre Gegner überwinden und gefangen nehmen konnten. Der Earl of Leicester sowie seine aus Frankreich mitgeführten Ritter gerieten in Gefangenschaft, Hugh Bigod konnte gerade noch vom Schlachtfeld fliehen. Die in der Schlacht mit anwesende und gerüstete Ehefrau des Earls stürzte bei ihrer Flucht in einen Graben und wurde ebenfalls gefangen. Unter den flämischen Söldnern de Beaumonts wurden im Gegensatz hierzu jedoch keine Gefangenen gemacht und nur wenigen gelang die Flucht vom Schlachtfeld.

## Folgen
Die Schlacht bei Fornham stellte einen wichtigen Sieg der Truppen Königs Heinrich II. gegenüber den Rebellen dar. Mit der im Juli 1174 folgenden Niederlage und Gefangennahme des Königs von Schottland bei Alnwick wurde die Rebellion auf englischem Boden endgültig niedergeschlagen. Auf dem Festland endete der Kampf zugunsten des Königs im September 1174 mit einer Versöhnung mit seinen Söhnen.
Überliefert wurde die Schlacht von Fornham wie auch die Rebellion unter anderem von Radulfus de Diceto und Roger von Hoveden. Der Trouvère Jordan Fantosme verfasste eine Reimchronik über diese Ereignisse und hielt dabei unter anderem fest, dass die königlichen Truppen vor allem aus Rittern englischer Geburt (maint gentil chevalier d’Engleterre né) bestanden.